# 메틸 클로로포름산염
메틸 클로로포름산염은 화학식 Cl-C (= O) -O-CH3 를 갖는 화합물이다. 클로로포름산의 메틸에 속하는 에스터이다. 

## 설명
그것은 기름진 무색의 액체이지만 노화된 샘플은 노란색으로 나타난다. 매운 냄새로도 유명하다. 메틸 클로로포름산염은 물에서 가수분해되어 메탄올, 염산 및 이산화탄소를 형성한다. 이러한 분해는 증기가 있는 상태에서 격렬하게 발생하여 거품을 일으킨다. 화합물은 열에 분해되어 염화수소, 포스젠, 염소 또는 기타 독성 가스를 방출할 수 있다.

## 같이 보기
- 유기화학
- 유기 화합물